# National Enquirer
The National Enquirer – amerykański tygodnik brukowy, wydawany przez firmę American Media. Operuje głównie tanią sensacją, seks-skandalami oraz ezoterycznymi historyjkami. Artykuły dotyczą głównie ciekawostek z życia "gwiazd". The National Enquirer wywodzi się z innego nowojorskiego tabloidu – New York Enquirer. Od 1971 jego siedziba mieści się w Lantanie na Florydzie.
The Enquirer, bo tak się go potocznie nazywa w USA, jest znany z wiarygodności, czego wielokrotnie dowodził. Historie o życiu gwiazd publikowane w The Enquirer wymagają od wydawców tego tygodnika wyjątkowej czułości na tym punkcie, ponieważ każda nieprawdziwa informacja pojawiająca się na jego łamach niesie ze sobą ryzyko sprawy sądowej. The Enquirer przegrał tylko jeden taki pozew, co tylko zaostrzyło normy edytorskie w redakcji.
Były wieloletni redaktor naczelny tego tygodnika – Ian Calder napisał nawet książkę wyjaśniającą  zasady kontroli wszelkich informacji drukowanych w tej gazecie oraz jej źródeł.
W 2001 The Enquirer i jego macierzysta firma wydawnicza, American Media, byli obiektami ataków wąglikiem.
Redaktorem naczelnym The National Enquirer jest David Perel.